# Oligotrichum atrichopsis
Oligotrichum atrichopsis är en bladmossart som beskrevs av C. Müller 1900. Oligotrichum atrichopsis ingår i släktet Oligotrichum och familjen Polytrichaceae. Inga underarter finns listade i Catalogue of Life.